# Caenaugochlora perpectinata
Caenaugochlora (Ctenaugochlora) perpectinata – gatunek błonkówki z rodziny smuklikowatych i plemienia Augochlorini.
Gatunek ten został opisany w 1954 roku przez Charlesa Duncana Michenera jako Neocorynura perpectinata.
Na głowie i tułowiu tej pszczoły przeważa barwa czarna. Jej przednie skrzydła są przezroczyste, z wyjątkiem przednich krawędzie, które swym ciemnym przydymieniem kontrastują z resztą skrzydła. Pozatułów między rowkami części nasadowej jest błyszczący, gładki lub delikatnie rzeźbiony. Metasoma o targa ubarwionych czarno; na wierzchu pierwszego z nich obecne gęsto rozmieszczone drobne punkciki. 
Gatunek podawany z Kostaryki, Panamy oraz Boliwii.